# World Athletics Label Road Races
Le World Athletics Label Road Races sono corse su strada annuali patrocinate dalla World Athletics come le più importanti nel loro genere.
L'introduzione dei riconoscimenti fu annunciata nel 2007 dal segretario generale della federazione internazionale Pierre Weiss e da Sean Wallace-Jones, senior manager del comitato delle corse su strada, in seguito ad una discussione al simposio sulla maratona organizzato dall'Association of International Marathons and Distance Races (AIMS), ed ebbe luogo a partire dal 2008.
Le competizioni sono attualmente ripartite in tre categorie: Elite Platinum Label Races, Elite Label Races e Label Races; alle corse migliori è assegnata la Elite Platinum Label Races. Inoltre le gare sono divise in due tipologie:
- Gare su distanze ratificate ufficialmente dalla World Athletics (5 km, 10 km, mezza maratona e maratona);
- Gare classiche, su distanze standard o non-standard.

## Competizioni
Legenda
     Le corse che sono anche World Marathon Majors sono evidenziate in blu
Aggiornato al 2021.

### Elite Platinum Label Races
| Competizione                 | Distanza | Città     | Nazione     | Mese      |
| ---------------------------- | -------- | --------- | ----------- | --------- |
| Maratona femminile di Nagoya | Maratona | Nagoya    | Giappone    | Marzo     |
| Maratona di Barcelona        | Maratona | Barcelona | Spagna      | Marzo     |
| Maratona di Xiamen           | Maratona | Xiamen    | Cina        | Aprile    |
| Maratona di Berlino          | Maratona | Berlino   | Germania    | Settembre |
| Maratona di Londra           | Maratona | Londra    | Regno Unito | Aprile    |
| Maratona di Chicago          | Maratona | Chicago   | Stati Uniti | Ottobre   |
| Maratona di Boston           | Maratona | Boston    | Stati Uniti | Ottobre   |
| Maratona di Tokyo            | Maratona | Tokyo     | Giappone    | Ottobre   |
| Maratona di Amsterdam        | Maratona | Amsterdam | Paesi Bassi | Ottobre   |
| Maratona di New York         | Maratona | New York  | Stati Uniti | Novembre  |
| Maratona di Shanghai         | Maratona | Shanghai  | Cina        | Novembre  |
| Maratona di Valencia         | Maratona | Valencia  | Spagna      | Dicembre  |

### Elite Label Races
| Competizione                                | Distanza       | Città             | Nazione       | Mese      |
| ------------------------------------------- | -------------- | ----------------- | ------------- | --------- |
| Maratona femminile di Osaka                 | Maratona       | Osaka             | Giappone      | Gennaio   |
| 21k Guadalajara                             | Mezza maratona | Guadalajara       | Messico       | TBD       |
| Maratona del lago Biwa                      | Maratona       | Ōtsu              | Giappone      | Febbraio  |
| Mezza maratona di Gibuti                    | Mezza maratona | Gibuti            | Gibuti        | Marzo     |
| Mezza maratona di Yangzhou                  | Mezza maratona | Yangzhou          | Cina          | TBD       |
| Mezza maratona di Istanbul                  | Mezza maratona | Istanbul          | Turchia       | Aprile    |
| Maratona di Lagos                           | Maratona       | Lagos             | Nigeria       | Aprile    |
| Maratona di Wuxi                            | Maratona       | Wuxi              | Cina          | Aprile    |
| Maratona di Gunsan                          | Maratona       | Gunsan            | Corea del Sud | Aprile    |
| Maratona di Chongqing                       | Maratona       | Chongqing         | Cina          | TBD       |
| Maratona di Xi'an                           | Maratona       | Xi'an             | Cina          | Aprile    |
| World 10K Bangalore                         | 10 km          | Bangalore         | India         | Maggio    |
| Maratona di Mumbai                          | Maratona       | Mumbai            | India         | Maggio    |
| 10 km de Port-Gentil                        | 10 km          | Port-Gentil       | Gabon         | Giugno    |
| Maratona di Jilin                           | Maratona       | Jilin             | Cina          | Giugno    |
| Maratona di Liupanshui                      | Maratona       | Liupanshui        | Cina          | Luglio    |
| Maratona di Bali                            | Maratona       | Bali              | Indonesia     | TBD       |
| Mezza maratona di Tallinn                   | Mezza maratona | Tallinn           | Estonia       | Settembre |
| Maratona di Tallinn                         | Maratona       | Tallinn           | Estonia       | Settembre |
| 15K Nocturna Valencia                       | 15 km          | Valencia          | Spagna        | Settembre |
| Mezza maratona di Copenaghen                | Mezza maratona | Copenaghen        | Danimarca     | Settembre |
| Bangsaen 10                                 | 10 km          | Chonburi          | Thailandia    | Settembre |
| Mezza maratona di Changzhou                 | Mezza maratona | Changzhou         | Cina          | Ottobre   |
| Maratona di Pechino                         | Maratona       | Pechino           | Cina          | TBD       |
| Yellow River Estuary International Marathon | Maratona       | Dongying          | Cina          | Ottobre   |
| Maratona di Parigi                          | Maratona       | Parigi            | Francia       | Ottobre   |
| Mezza maratona di Delhi                     | Mezza maratona | Nuova Delhi       | India         | Ottobre   |
| Mezza maratona di Barcellona                | Mezza maratona | Barcellona        | Spagna        | Ottobre   |
| Shanghai International Elite 10K Race       | 10 km          | Shanghai          | Cina          | Ottobre   |
| Maratona di Wuhan                           | Maratona       | Wuhan             | Cina          | TBD       |
| Maratona di Rotterdam                       | Maratona       | Rotterdam         | Paesi Bassi   | Ottobre   |
| Maratona di Hong Kong                       | Maratona       | Hong Kong         | Hong Kong     | Ottobre   |
| Maratona di Dalian                          | Maratona       | Dalian            | Cina          | Ottobre   |
| Mezza maratona di Valencia                  | Mezza maratona | Valencia          | Spagna        | Ottobre   |
| Maratona di Lubiana                         | Maratona       | Lubiana           | Slovenia      | Ottobre   |
| Suzhou Taihu Marathon                       | Maratona       | Suzhou            | Cina          | Ottobre   |
| Maratona di Chengdu                         | Maratona       | Chengdu           | Cina          | Ottobre   |
| Maratona di Nanchino                        | Maratona       | Nanchino          | Cina          | TBD       |
| Maratona di Nanchang                        | Maratona       | Nanchang          | Cina          | Novembre  |
| Maratona di Xichang                         | Maratona       | Xichang           | Cina          | Novembre  |
| Maratona di Hangzhou                        | Maratona       | Hangzhou          | Cina          | Novembre  |
| Mezza maratona femminile di Chongqing       | Mezza maratona | Chongqing         | Cina          | Novembre  |
| Maratona di Chonburi                        | Maratona       | Chonburi          | Thailandia    | Novembre  |
| Maratona di Istanbul                        | Maratona       | Istanbul          | Turchia       | Novembre  |
| Maratona di Guadalajara                     | Maratona       | Guadalajara       | Messico       | Novembre  |
| Maratona di Hefei                           | Maratona       | Hefei             | Cina          | Novembre  |
| Maratona di Siviglia                        | Maratona       | Siviglia          | Spagna        | TBD       |
| Maratona di Nuova Taipei                    | Maratona       | Nuova Taipei      | Taiwan        | Novembre  |
| Maratona di Kōbe                            | Maratona       | Kōbe              | Giappone      | Novembre  |
| Maratona di Città del Messico               | Maratona       | Città del Messico | Messico       | Novembre  |
| Maratona di Singapore                       | Maratona       | Singapore         | Singapore     | Dicembre  |
| Shenzhen Baoan International Marathon       | Maratona       | Shenzhen          | Cina          | Dicembre  |
| Maratona del Gabon                          | Maratona       | Libreville        | Gabon         | Dicembre  |
| Maratona di Fukuoka                         | Maratona       | Fukuoka           | Giappone      | Dicembre  |
| Maratona di Kunming                         | Maratona       | Kunming           | Cina          | Dicembre  |
| Maratona di Shenzhen                        | Maratona       | Shenzhen          | Cina          | Dicembre  |
| Maratona di Canton                          | Maratona       | Canton            | Cina          | Dicembre  |
| Maratona di Hōfu                            | Maratona       | Hōfu              | Giappone      | Dicembre  |
| Mezza maratona di Huangshi                  | Mezza maratona | Huangshi          | Cina          | Dicembre  |
| Bangsaen21 Half Marathon                    | Mezza maratona | Chonburi          | Thailandia    | Dicembre  |
| Maratona di Taipei                          | Maratona       | Taipei            | Taiwan        | Dicembre  |
| Kolkata 25K                                 | 25 km          | Calcutta          | India         | Dicembre  |
| Corrida de Houilles                         | 10 km          | Houilles          | Francia       | Dicembre  |
| San Silvestre Vallecana                     | 10 km          | Madrid            | Spagna        | Dicembre  |

### Label Races
| Competizione                             | Distanza       | Città                | Nazione              | Mese      |
| ---------------------------------------- | -------------- | -------------------- | -------------------- | --------- |
| Nanjing Lishui Mountain Half Marathon    | Mezza maratona | Nanchino             | Cina                 | Marzo     |
| Maratona di Qingyuan                     | Maratona       | Qingyuan             | Cina                 | Marzo     |
| Maratona di Yuan'an                      | Maratona       | Yuan'an              | Cina                 | Marzo     |
| Mezza maratona di Dawei                  | Mezza maratona | Dawei                | Cina                 | Marzo     |
| Maratona di Buriram                      | Maratona       | Buriram              | Thailandia           | Marzo     |
| Mezza maratona di Meishan                | Mezza maratona | Meishan              | Cina                 | TBD       |
| Maratona di Yangling                     | Maratona       | Yangling             | Cina                 | Aprile    |
| Nanjing Xianlin Half Marathon            | Mezza maratona | Nanchino             | Cina                 | Aprile    |
| Maratona di Xuzhou                       | Maratona       | Xuzhou               | Cina                 | Aprile    |
| Maratona di Dali                         | Maratona       | Dali                 | Cina                 | Aprile    |
| Maratona di Zhengzhou                    | Maratona       | Zhengzhou            | Cina                 | Aprile    |
| Mezza maratona di Suzhou                 | Mezza maratona | Suzhou               | Cina                 | Aprile    |
| Mezza maratona di Shanghai               | Mezza maratona | Shanghai             | Cina                 | Aprile    |
| Maratona di Lusaka                       | Maratona       | Lusaka               | Zambia               | Aprile    |
| Mezza maratona di Pechino                | Mezza maratona | Pechino              | Cina                 | Aprile    |
| Maratona di Bozhou                       | Maratona       | Bozhou               | Cina                 | Aprile    |
| Nelson Mandela Bay Half Marathon         | Mezza maratona | Port Elizabeth       | Sudafrica            | Maggio    |
| Maratona di Ginevra                      | Maratona       | Ginevra              | Svizzera             | Maggio    |
| SCO Run the Silk Road Issyk-Kul Marathon | Maratona       | Čolponata            | Kirghizistan         | Maggio    |
| Milano Marathon                          | Maratona       | Milano               | Italia               | Maggio    |
| Maratona di Praga                        | Maratona       | Praga                | Rep. Ceca            | Maggio    |
| Cao'e River Half Marathon                | Mezza maratona | Shaoxing             | Cina                 | TBD       |
| Karlovac 10K                             | 10 km          | Karlovac             | Croazia              | Giugno    |
| Maratona di Guiyang                      | Maratona       | Guiyang              | Cina                 | Giugno    |
| Maratona di Lanzhou                      | Maratona       | Lanzhou              | Cina                 | Giugno    |
| Telesia International Trophy 10k         | 10 km          | Telese Terme         | Italia               | Giugno    |
| Vidovdanska Trka 10KM                    | 10 km          | Brčko                | Bosnia ed Erzegovina | Giugno    |
| Run in Masuku                            | 10 km          | Franceville          | Gabon                | Luglio    |
| Giro podistico di Castelbuono            | 10 km          | Castelbuono          | Italia               | Luglio    |
| Mezza maratona di Bucarest               | Mezza maratona | Bucarest             | Romania              | Agosto    |
| Maratona di Riga                         | Maratona       | Riga                 | Lettonia             | Agosto    |
| Antrim Coast Half Marathon               | Mezza maratona | Larne                | Regno Unito          | Agosto    |
| Maratona di Harbin                       | Maratona       | Harbin               | Cina                 | Agosto    |
| Trofeo Opitergium                        | 5 / 10 km      | Oderzo               | Italia               | Settembre |
| Mezza maratona di Smirne                 | Mezza maratona | Smirne               | Turchia              | Settembre |
| Maratona di Vienna                       | Maratona       | Vienna               | Austria              | Settembre |
| Maratona di Taiyuan                      | Maratona       | Taiyuan              | Cina                 | Settembre |
| Maratona di Roma                         | Maratona       | Roma                 | Italia               | Settembre |
| Maratona di Marrakech                    | Maratona       | Marrakech            | Marocco              | Settembre |
| Mezza maratona di Marrakech              | Mezza maratona | Marrakech            | Marocco              | Settembre |
| Maratona di Hengshui                     | Maratona       | Hengshui             | Cina                 | Settembre |
| Joburg 10K                               | 10 km          | Johannesburg         | Sudafrica            | Settembre |
| Maratona di Shenyang                     | Maratona       | Shenyang             | Cina                 | Settembre |
| Mezza maratona di Cardiff                | Mezza maratona | Cardiff              | Regno Unito          | Ottobre   |
| Singelloop Breda                         | 10 km          | Breda                | Paesi Bassi          | Ottobre   |
| Maratona internazionale della pace       | Maratona       | Košice               | Slovacchia           | Ottobre   |
| 10K Valencia                             | 10 km          | Valencia             | Spagna               | Ottobre   |
| Telesia Half Marathon                    | Mezza maratona | Telese Terme         | Italia               | Ottobre   |
| Maratona di Stoccolma                    | Maratona       | Stoccolma            | Svezia               | Ottobre   |
| 20 km International de Marrakech         | 20 km          | Marrakech            | Marocco              | Ottobre   |
| Maratona di Monaco di Baviera            | Maratona       | Monaco di Baviera    | Germania             | Ottobre   |
| Maratona di Sofia                        | Maratona       | Sofia                | Bulgaria             | Ottobre   |
| 21K Buenos Aires                         | Mezza maratona | Buenos Aires         | Argentina            | Ottobre   |
| Maratona di Buenos Aires                 | Maratona       | Buenos Aires         | Argentina            | Ottobre   |
| 20 km de Paris                           | 20 km          | Parigi               | Francia              | Ottobre   |
| Maratona di Bucarest                     | Maratona       | Bucarest             | Romania              | Ottobre   |
| Mezza maratona di Rio de Janeiro         | Mezza maratona | Rio de Janeiro       | Brasile              | Ottobre   |
| Maratona di Rio de Janeiro               | Maratona       | Rio de Janeiro       | Brasile              | Ottobre   |
| Maratona di Lisbona                      | Maratona       | Lisbona              | Portogallo           | Ottobre   |
| Mezza maratona del Portogallo            | Mezza maratona | Lisbona              | Portogallo           | Ottobre   |
| Maratona di Toronto                      | Maratona       | Toronto              | Canada               | Ottobre   |
| Roma-Ostia                               | Mezza maratona | Roma                 | Italia               | Ottobre   |
| Maratona di Shijiazhuang                 | Maratona       | Shijiazhuang         | Cina                 | Ottobre   |
| Maratona di Venezia                      | Maratona       | Venezia              | Italia               | Ottobre   |
| Suzhou Bay Marathon                      | Maratona       | Suzhou               | Cina                 | Ottobre   |
| Maratona di Yichang                      | Maratona       | Yichang              | Cina                 | TBD       |
| Durban 10K                               | 10 km          | Durban               | Sudafrica            | Ottobre   |
| Maratona di Auckland                     | Maratona       | Auckland             | Nuova Zelanda        | Ottobre   |
| Mezza maratona femminile di Hangzhou     | Mezza maratona | Hangzhou             | Cina                 | Ottobre   |
| Maratona di Changde                      | Maratona       | Changde              | Cina                 | TBD       |
| 20km of Geneva                           | 20 km          | Ginevra              | Svizzera             | Novembre  |
| Maratona di Barcellona                   | Maratona       | Barcellona           | Spagna               | Novembre  |
| Maratona di Guilin                       | Maratona       | Guilin               | Cina                 | Novembre  |
| Mezza maratona di Boulogne-Billancourt   | Mezza maratona | Boulogne-Billancourt | Francia              | Novembre  |
| Maratona di Shaoxing                     | Maratona       | Shaoxing             | Cina                 | Novembre  |
| Mezza maratona di Madrid                 | Mezza maratona | Madrid               | Spagna               | Novembre  |
| Maratona di Chizhou                      | Maratona       | Chizhou              | Cina                 | Novembre  |
| Maratona del Kuwait                      | Maratona       | Al Kuwait            | Kuwait               | Novembre  |
| Mezza maratona di Lisbona                | Mezza maratona | Lisbona              | Portogallo           | Novembre  |
| Maratona di Tengchong                    | Maratona       | Tengchong            | Cina                 | Novembre  |
| Cape Town 12                             | 12 km          | Città del Capo       | Sudafrica            | Novembre  |
| Marathon des Alpes-Maritimes             | Maratona       | Nizza-Cannes         | Francia              | Novembre  |
| Maratona di Baise                        | Maratona       | Baise                | Cina                 | Novembre  |
| Maratona di Firenze                      | Maratona       | Firenze              | Italia               | Novembre  |
| Course de l'Escalade                     | 7 km           | Ginevra              | Svizzera             | Dicembre  |
| Maratona di Nanning                      | Maratona       | Nanning              | Cina                 | Dicembre  |
| Maratona di Fangchenggang                | Maratona       | Fangchenggang        | Cina                 | Dicembre  |
| Maratona di Bangkok                      | Maratona       | Bangkok              | Thailandia           | Dicembre  |
| Mezza maratona di Bangkok                | Mezza maratona | Bangkok              | Thailandia           | Dicembre  |
| 10k Bangkok                              | 10 km          | Bangkok              | Thailandia           | Dicembre  |
| Maratona di Tunisi                       | Maratona       | Tunisi               | Tunisia              | Dicembre  |
| Maratona di Malaga                       | Maratona       | Malaga               | Spagna               | Dicembre  |
| Bahrain Night Half Marathon              | Mezza maratona | Manama               | Bahrein              | Dicembre  |
| Maratona di Fuzhou                       | Maratona       | Fuzhou               | Cina                 | Dicembre  |
| Maratona di Danzhou                      | Maratona       | Danzhou              | Cina                 | Dicembre  |
| Guangzhou Hangpu Marathon                | Maratona       | Canton               | Cina                 | Dicembre  |
| Corrida Internacional de São Silvestre   | 15 km          | San Paolo            | Brasile              | Dicembre  |
| BOclassic                                | 5 / 10 km      | Bolzano              | Italia               | Dicembre  |